# Brampton (Norfolk)
Brampton is een civil parish in het bestuurlijke gebied Broadland, in het Engelse graafschap Norfolk met 191 inwoners.